# Giancarlo Crosta
Giancarlo Crosta, född 7 augusti 1934 i Pianello del Lario, Lombardiet, död 23 september 2024 på samma plats, var en italiensk roddare.
Crosta blev olympisk silvermedaljör i fyra utan styrman vid sommarspelen 1960 i Rom.